# Man on a Wire
Man on a Wire is een nummer van de Ierse rockband The Script uit 2015. Het is de derde en laatste single van hun vierde studioalbum No Sound without Silence.
Het nummer werd nergens een heel grote hit. In het Verenigd Koninkrijk kwam het slechts tot de 150e positie. In Nederland haalde het de 9e positie in de Tipparade, en in Vlaanderen werd de 16e positie in de Tipparade gehaald.